# 데스티니 플랜
데스티니 플랜(영어: Destiny Plan, 일본어: デスティニープラン)은 TV 애니메이션 《기동전사 건담 SEED DESTINY》에 등장하는 가공의 사회 구상이다.

## 개요
데스티니 플랜은 애니메이션 작품 《기동전사 건담 SEED DESTINY》 제39화에서 존재가 시사되었으며, 제48화에서 플랜의 개요가 설명되었다.
데스티니 플랜에 대해서는 이 작품을 제작한 스탭들 사이에서도 다양한 견해가 나오고 있다. 감독인 후쿠다 미츠오는 종영 후 인터뷰에서 "연출상 오해를 사지 않도록 데스티니 플랜은 잘못된 내용이라고 묘사했다"고 전제한 뒤, 듀랜달이 전쟁없는 세상을 원한 것은 그의 신념이며, 악이라고 단정할 생각은 없다고 말했다. 또한 데스티니 플랜을 둘러싼 이야기에서 생명이란 생존 경쟁에 적응한 종에 의해 진화해 나가는 것인데, 듀랜달의 생각은 그것을 부정하고 멸종 전쟁보다 경쟁을 없애는 것을 선택했다고 언급했다.

## 같이 보기
- 기동전사 건담 SEED DESTINY